# Minni Minnawi
Minni Minnawi (en arabe : مني مناوي), né le 12 décembre 1968 au Darfour du Nord, est le dirigeant de l'une des factions de l'Armée de libération du Soudan (ALS).

## Biographie
Il signe, au nom de sa faction de l'ALS, un accord de paix avec le gouvernement de Khartoum en mai 2006. Cependant, les hostilités continuent au Darfour et la faction de Minnawi combat contre d'autres factions de l'ALS. Par exemple, en juillet 2006, des combats se déroulent dans la région de Korma, au Nord Darfour, occasionnant de nombreuses victimes.
En contrepartie de la signature de l'accord de paix, Minnawi est nommé à la tête de la Autorité régionale de transition pour le Darfour, devenant le représentant le plus haut placé de l'État soudanais au Darfour. Il est également nommé « numéro quatre » du gouvernement soudanais, en tant qu'adjoint du président Omar el-Béchir.
Dès septembre 2006, Minnawi exprime déjà son opinion dissidente au sein du gouvernement soudanais lorsqu'il déclare qu'il n'est pas opposé au déploiement d'une force de maintien de la paix des Nations unies au Darfour, telle que décrite dans la Résolution 1706 du Conseil de sécurité.
En mai 2011, il signe un accord avec la faction d'Abdelwahid Mohamed al-Nour de l'ALS, dont l'objectif annoncé est d'unir les forces des deux mouvements afin de combattre le régime de Khartoum.
En mai 2021, Minni Minnawi est nommé gouverneur du Darfour.
La lutte pour le pouvoir central entre l'armée régulière et les Forces de soutien rapide (FSR) entre dans une phase armée à partir d'avril 2023. En novembre 2023, Minni Minnawi annonce que l'ALS-MM (tout comme le Mouvement pour la justice et l'égalité) va participer aux combats au côté de l'armée soudanaise. L'ALS-MM et le MJE dénoncent des exactions commises par les FSR et des « crimes contre l'humanité ». En mars 2024, Minni Minnawi répète son annonce que l'ALS-MM va combattre aux côtés des forces armées. L'ALS-MM s'engage effectivement dans les combats début mai.

## Sources
- (en) Cet article est partiellement ou en totalité issu de l’article de Wikipédia en anglais intitulé « Minni Minnawi » (voir la liste des auteurs).
- Bloody battle in northern Darfur, BBC, 10 juillet 2006